# Кольцо (галактики)

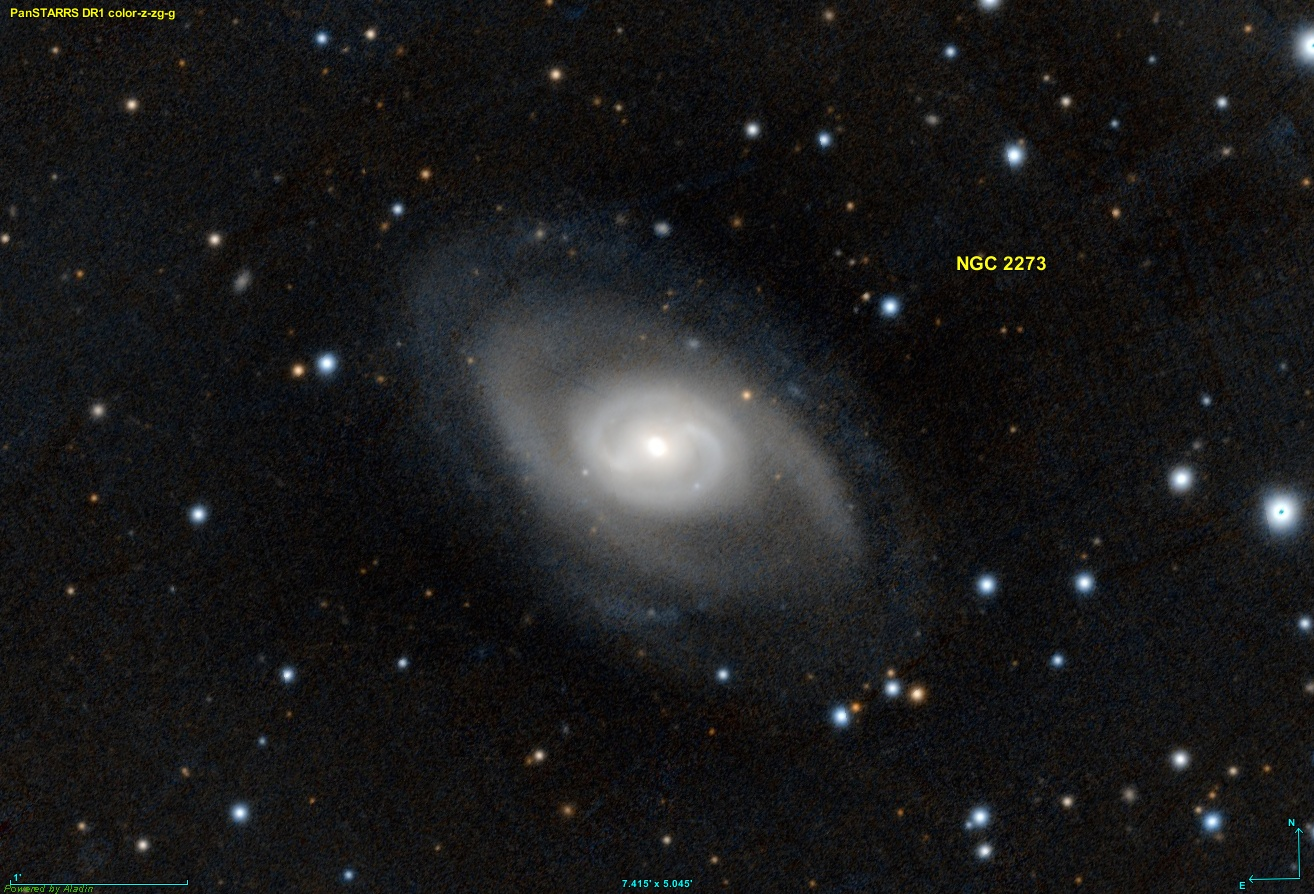
NGC 2273 — галактика с двумя внешними кольцами в обзоре Pan-STARRS

Кольцо — структура одноимённой формы в некоторых галактиках: среди всех дисковых галактик такие объекты или похожие на них псевдокольца наблюдаются более чем у половины объектов. Выделяются различные типы колец, которые отличаются как по внешнему виду, так и по своему происхождению.

## Описание
Многие галактики имеют структуру, которая проявляется как увеличение яркости в форме кольца, а у некоторых наблюдаются похожие структуры, называемые псевдокольцами. Среди всех дисковых галактик подобные структуры наблюдаются более чем у половины объектов, у некоторых галактик может наблюдаться до четырёх колец.
Часто кольца наблюдаются в галактиках с барами, и, как считается, в большинстве случаев кольца появляются естественным образом из-за орбитальных резонансов, вызванных наличием бара. Меньшая часть колец образуется иным образом ― это аккреционные, полярные и столкновительные кольца, причём галактики только с такими типами колец называют кольцеобразными. Нередко кольцо является единственным местом, где звездообразование в галактике вообще происходит, а в самих кольцах наблюдается концентрация областей H II и нейтрального водорода.

### Резонансные кольца
Резонансные кольца встречаются более чем в половине галактик и возникают естественным образом под воздействием орбитальных резонансов. На том радиусе, на котором наблюдается резонанс со структурой, не симметричной относительно оси галактики — баром или спиральными рукавами — может скапливаться газ и формироваться кольцо. Такая природа колец подтверждается, например, наблюдаемыми положениями колец и баров в галактиках. Кольца имеют некоторое сходство с линзами и могут быть связаны с ними: с точки зрения морфологии между этими двумя типами объектов может быть плавный переход, кроме того, кольца нередко оказываются расположены на границе линз.
Резонансные кольца по размеру разделяют на внутренние, внешние и ядерные, при этом, говоря о размере колец, их сравнивают с баром. Если же бар в галактике отсутствует, то отнесение кольца к одному из этих классов может быть неочевидным.

#### Внутренние кольца
Внутренние кольца — структуры средних размеров, которые по размеру совпадают с баром, если тот присутствует. Около 20% галактик содержат внутренние кольца.

В системе классификации де Вокулёра наличие и выраженность внутреннего кольца является одним из критериев классификации, а зависящая от этого характеристика галактики называется разновидностью. Если внутреннее кольцо присутствует, то обычно спиральные рукава начинаются от него. Галактики, в которых кольцо чётко выражено и непрерывно, либо почти непрерывно, получают обозначение (r), а те, в которых оно отсутствует, а спиральные рукава начинаются из центра, обозначаются (s). Промежуточное состояние обозначается (rs), к нему относятся, например, неполные кольца. Также используются разновидности (rs) и (rs): первая расположена между (r) и (rs), а вторая — между (rs) и (s). Разновидность (rs) используется для колец, которые состоят из туго закрученных спиральных рукавов и не полностью закрыты, а (rs) — для очень слабо различимых структур подобного типа.
- Спиральные галактики разных разновидностей в обзоре SDSS[9][10]

Спиральные галактики разных разновидностей в обзоре SDSS
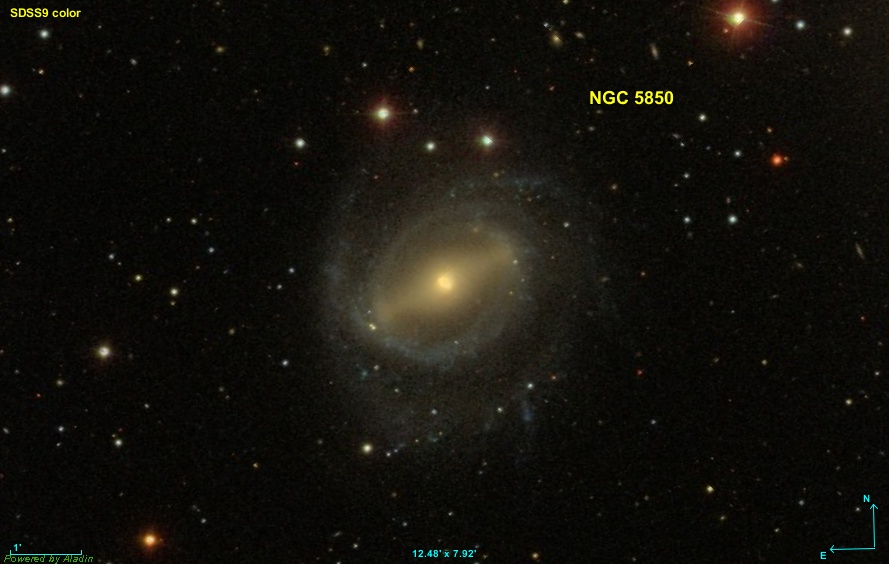
NGC 5850 (r)
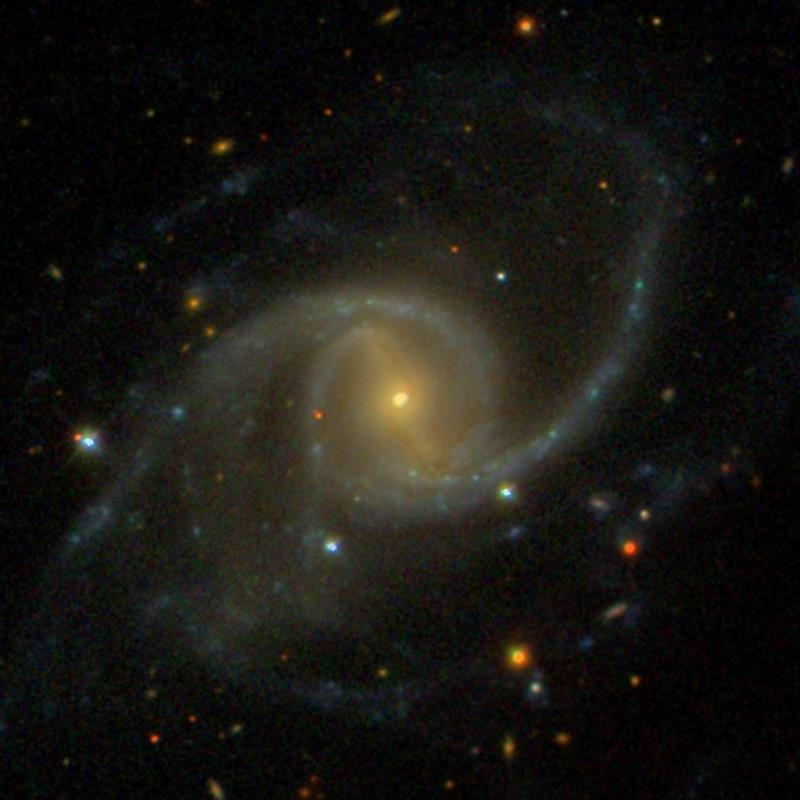
NGC 5905 (rs)
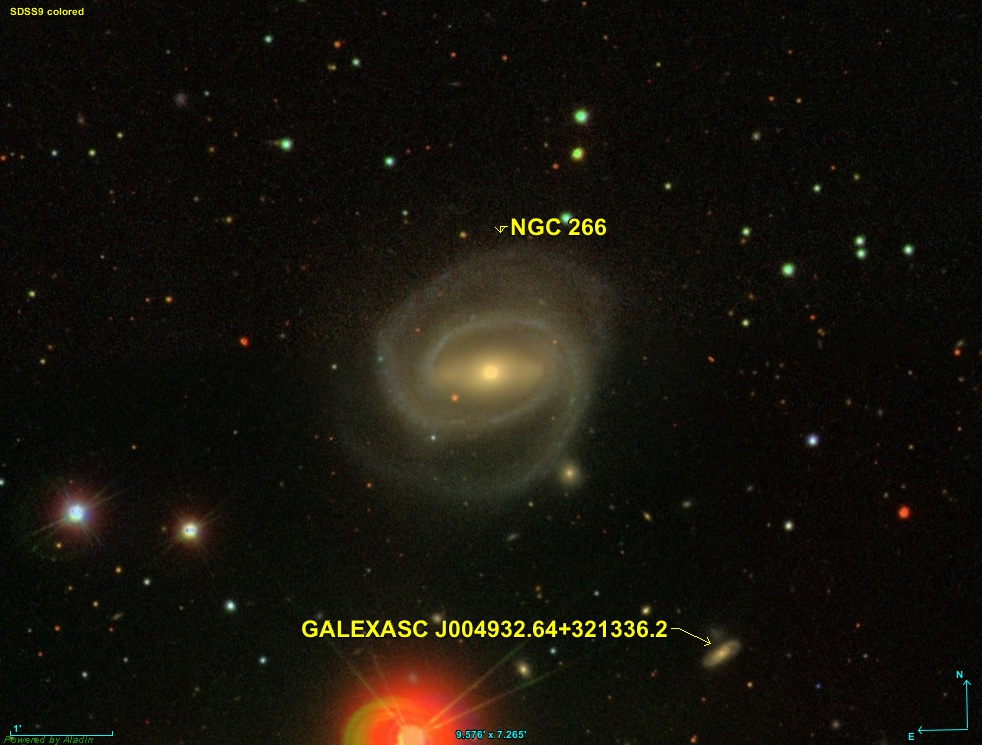
NGC 266 (rs)
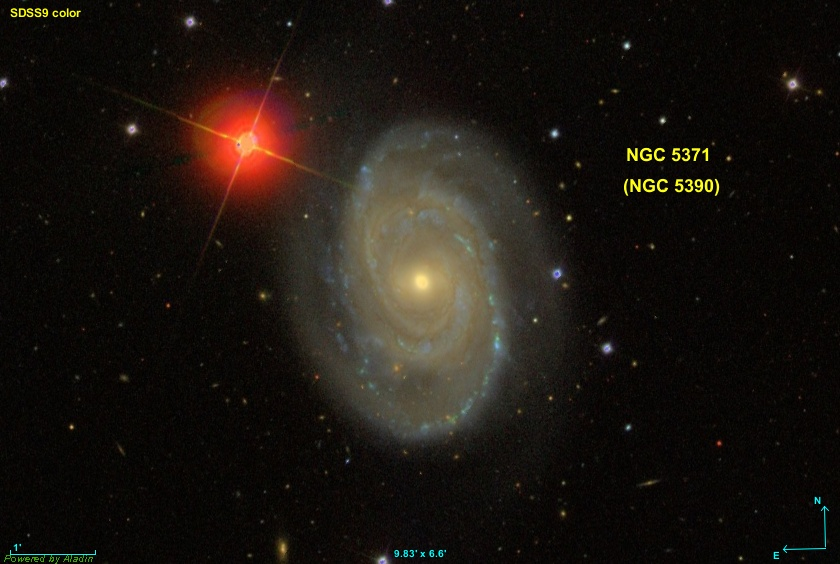
NGC 5371 (rs)
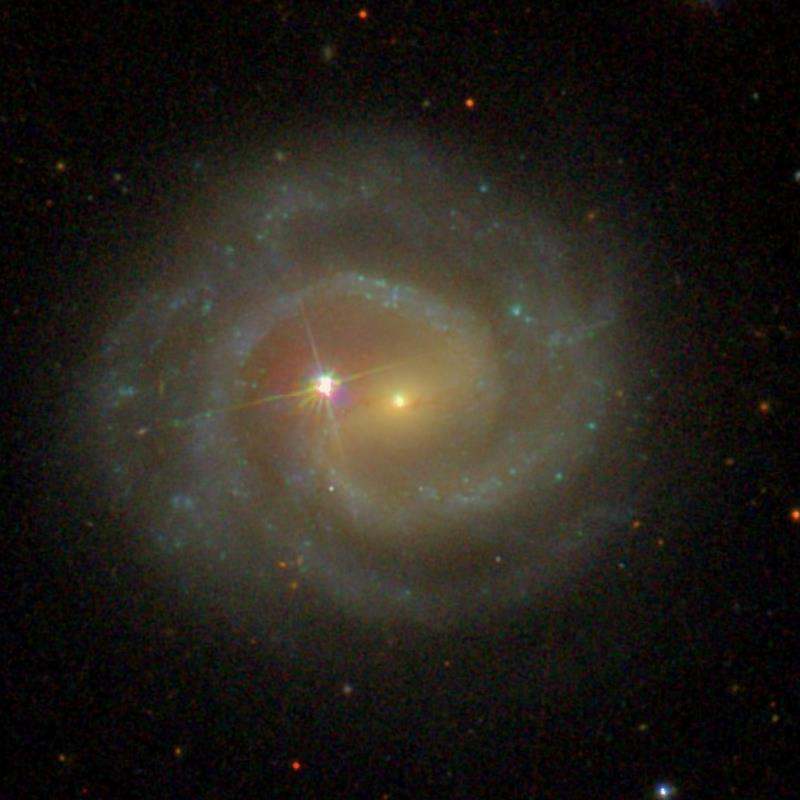
NGC 3507 (s)

#### Ядерные кольца

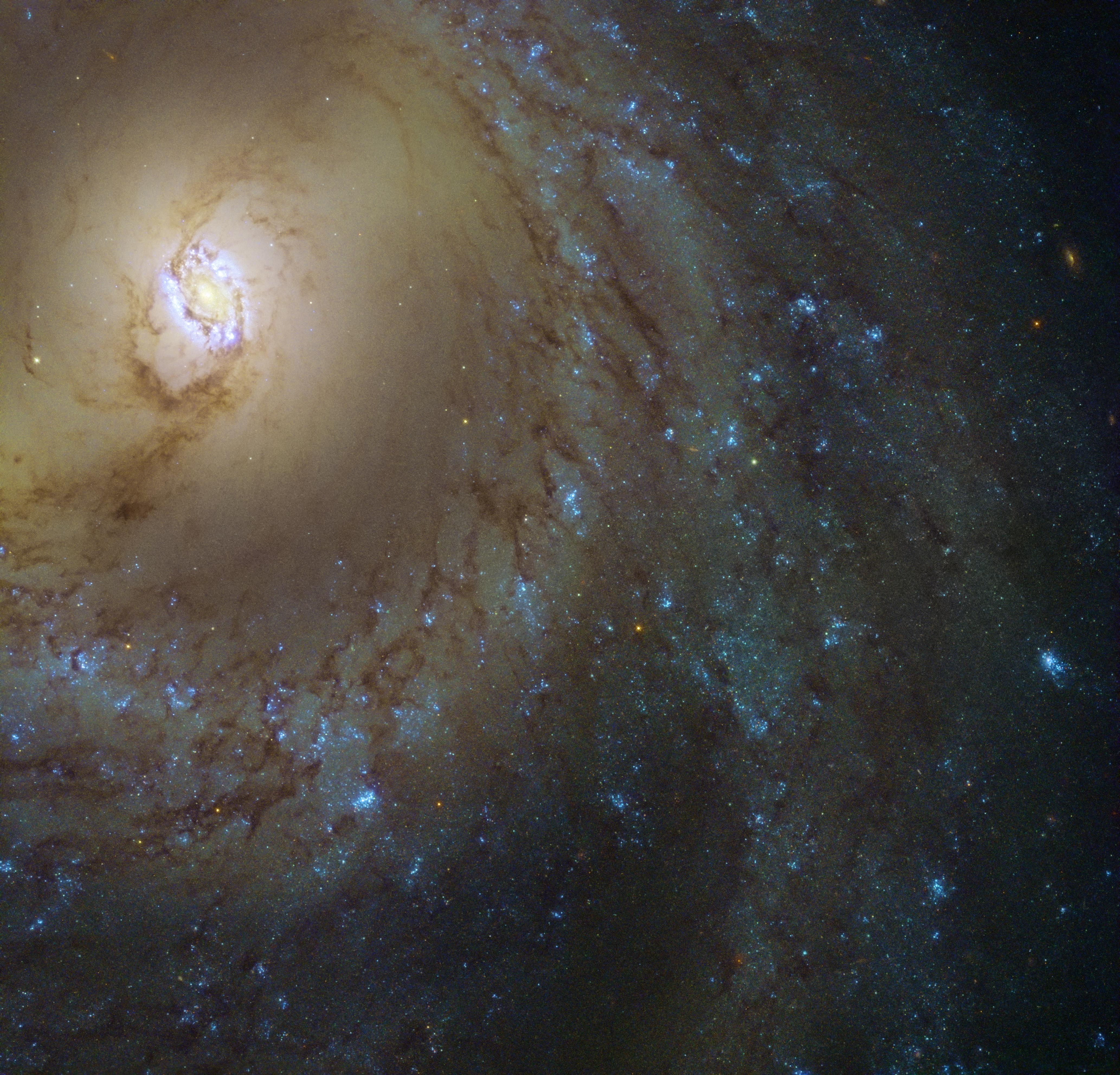
Изображение галактики M 95 крупным планом, на котором заметно ядерное кольцо, окружающее центр галактики

Ядерные кольца имеют гораздо меньший размер, чем внутренние кольца — типично 1,5 килопарсека в диаметре. Они часто встречаются в центрах галактик с барами, имеют круговую форму и в некоторых случаях являются местом наиболее активного звездообразования в галактике. Ядерные кольца и псевдокольца встречаются в более чем половине дисковых галактик. Наличие ядерного кольца в галактике обозначается символом (nr) вместе с разновидностью (см. выше): так, например, галактика M 95 имеет обозначение SB(r, nr)b.

#### Внешние кольца
Внешние кольца ― более крупные, часто диффузные структуры, размеры которых обычно приблизительно вдвое больше, чем у баров. Обычно они имеют низкую поверхностную яркость — ниже 24m на квадратную секунду дуги. Структуры подобного рода наблюдаются у 10% галактик.
Внешние кольца обозначаются символом (R) перед стандартным обозначением галактики. Например, галактика типа SB(r)0+, у которой есть внешнее кольцо, будет обозначаться (R)SB(r)0+. Известны и галактики, обладающие двумя раздельными внешними кольцами ― они получают дополнительное обозначение (RR). Внешние псевдокольца ― структуры, которые внешне похожи на кольца, но физически представляют собой спиральные рукава, которые закручены таким образом, что замыкаются ― они обозначаются (R′).
Выделяют также особые подтипы внешних колец и псевдоколец:
- Внешние кольца типа (R1) отличаются небольшими вогнутостями вблизи концов бара;
- Псевдокольца типа (R′1) внешне похожи на кольца типа (R1), но представляют собой два спиральных рукава, закрученных на 180° от концов бара;
- Псевдокольца типа (R′2) представляют собой два спиральных рукава, закрученных на 270° от концов бара;
- Структуры типа (R1R′2) состоят из кольца типа (R1) и псевдокольца типа (R′2).

- Галактики со внешними кольцами разных видов в обзоре SDSS[14][15]

Галактики со внешними кольцами разных видов в обзоре SDSS
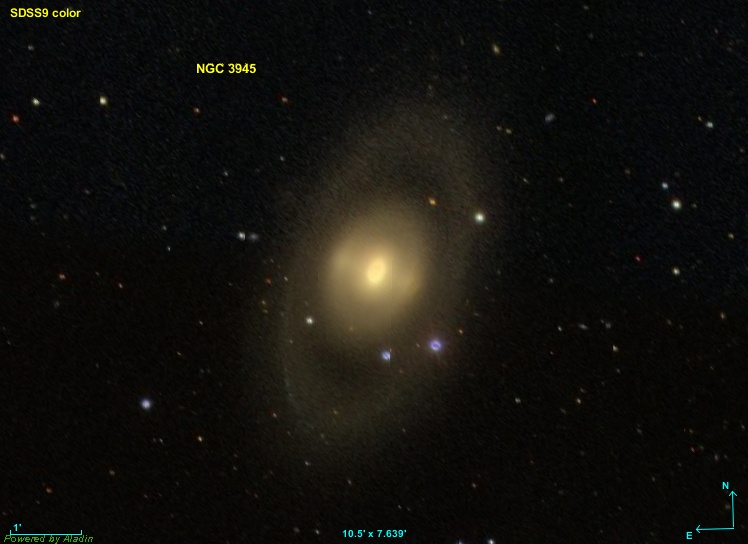
NGC 3945 (R)
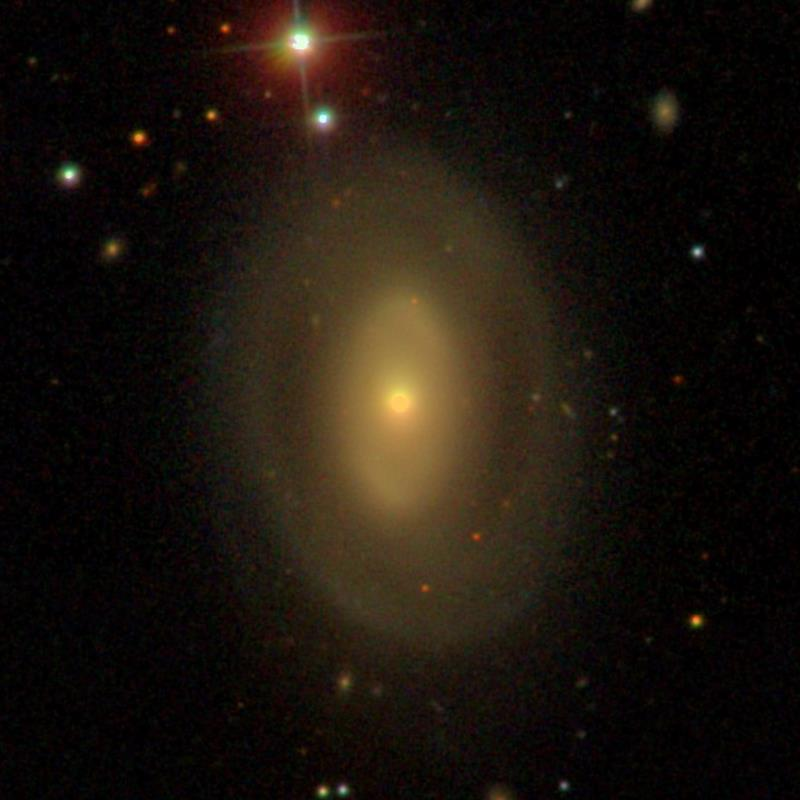
NGC 2962 (R′)
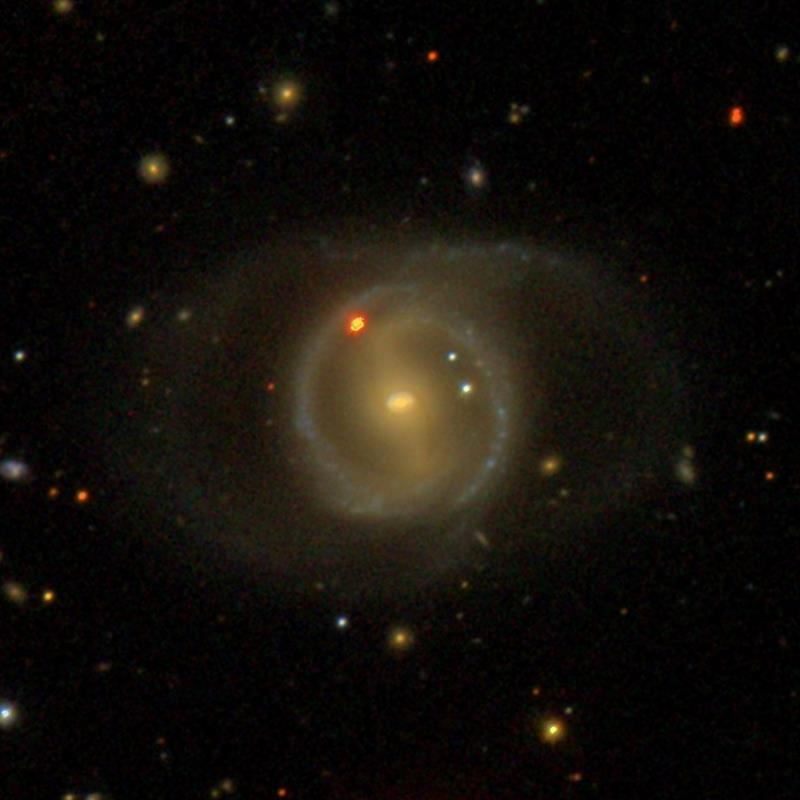
NGC 5945 (R1)
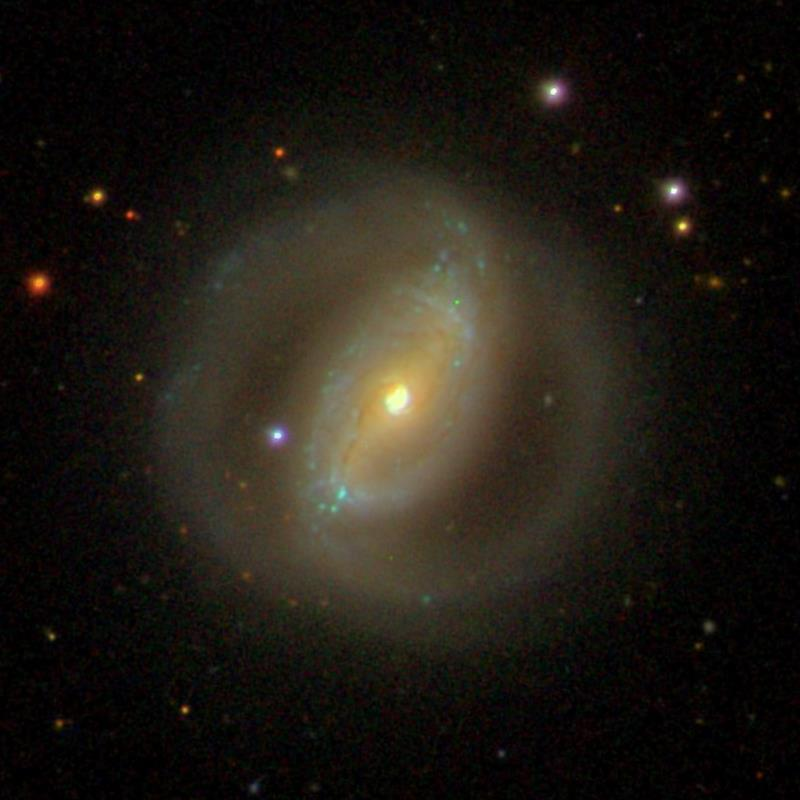
NGC 3504 (R′1)
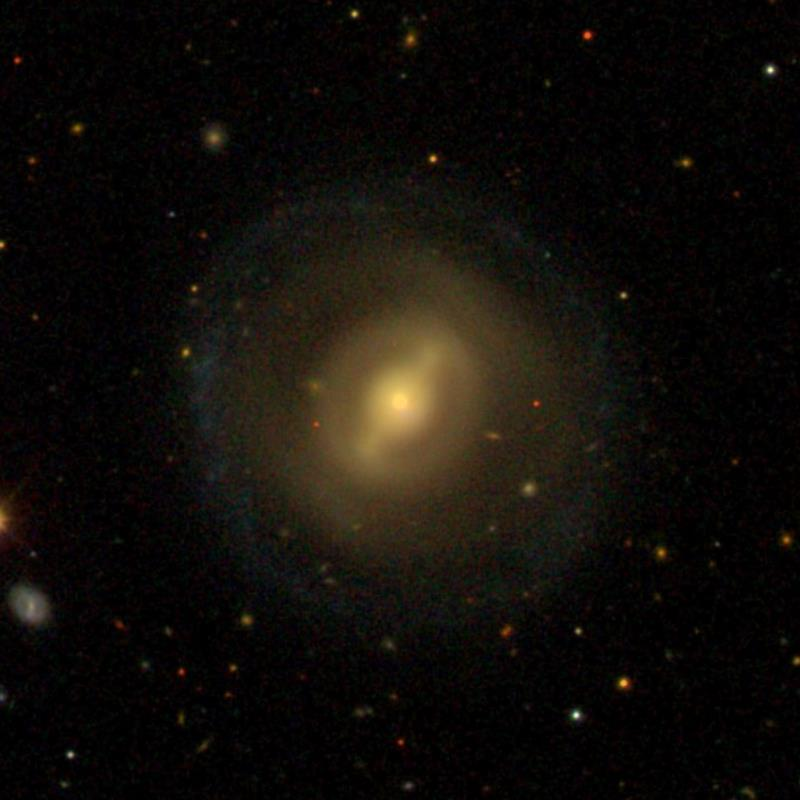
NGC 1211 (R1R′2)
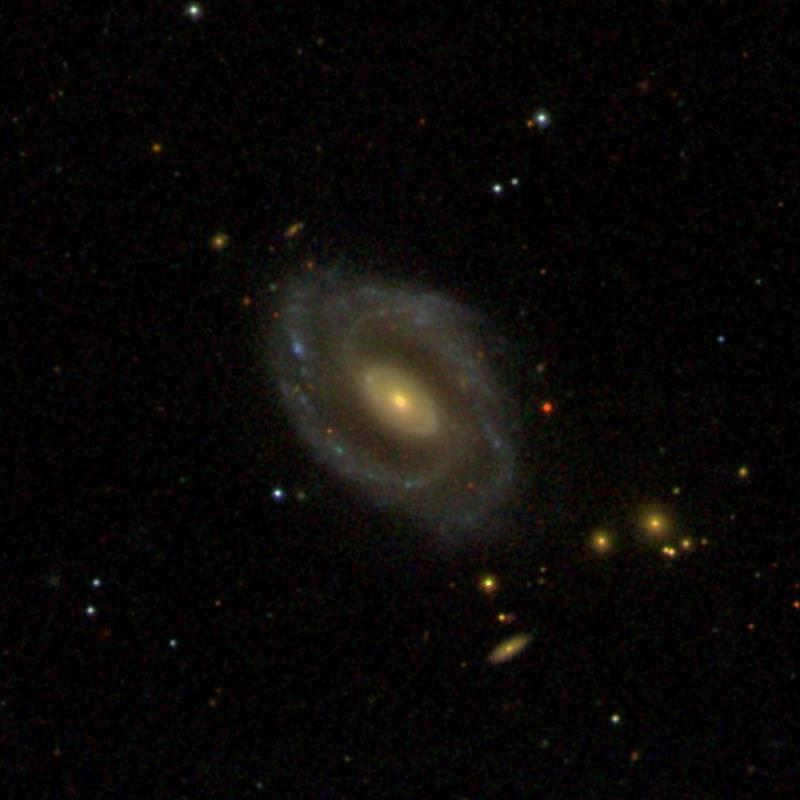
NGC 5409 (R′2)

### Аккреционные кольца

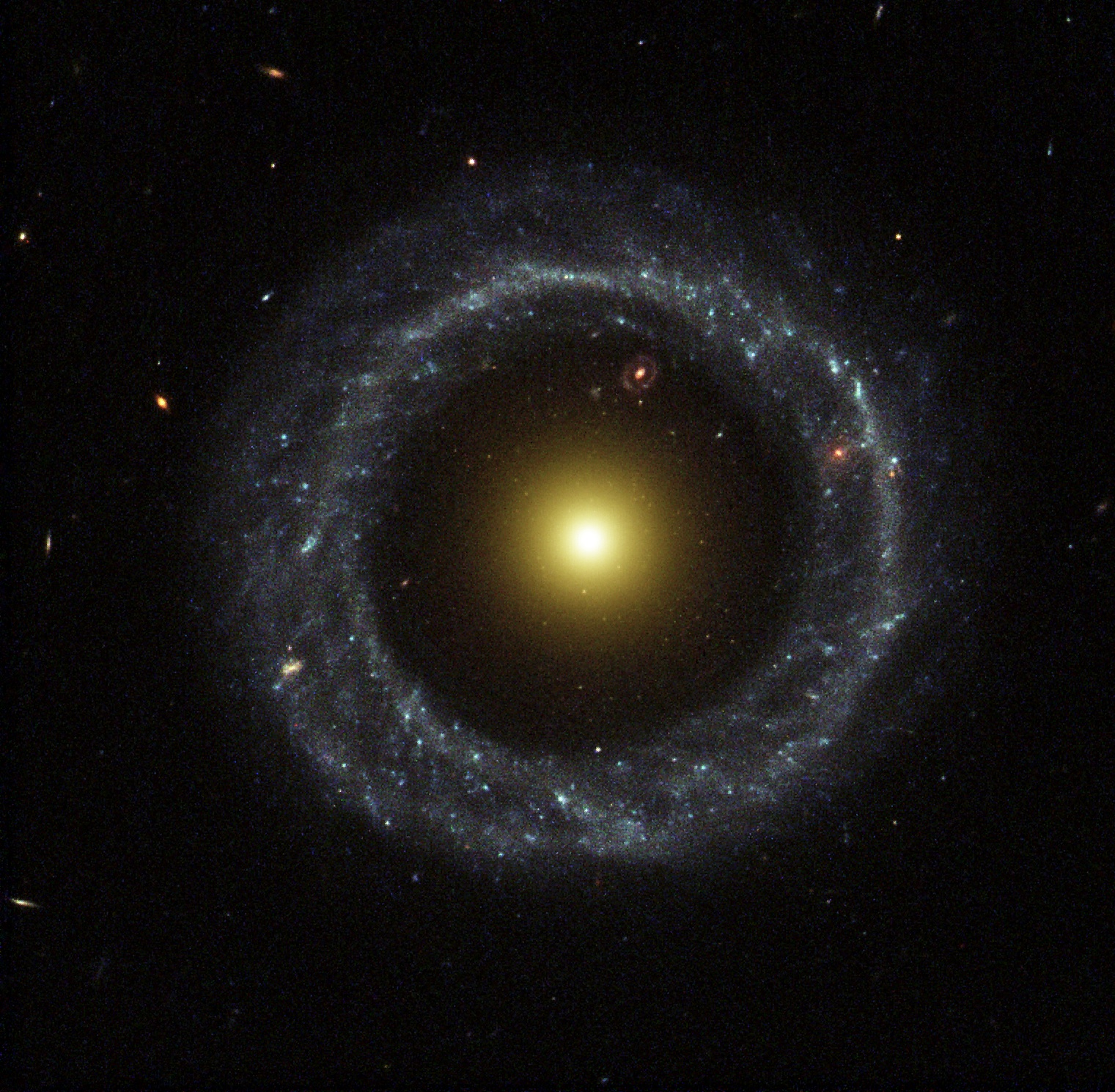
Объект Хога — галактика с аккреционным кольцом

Галактика может принять большое количество газа в результате аккреции или приливного разрушения галактики-компаньона, богатой газом, и в этом случае может образоваться кольцо. При этом кольцо может выглядеть похожим на резонансные кольца, но такие кольца не могли сформироваться под воздействием резонансов. Например, в объекте Хога центральный объект — эллиптическая галактика, а в некоторых случаях наблюдается, что вращение кольца происходит не в ту же сторону, что и вращение галактики.

### Полярные кольца

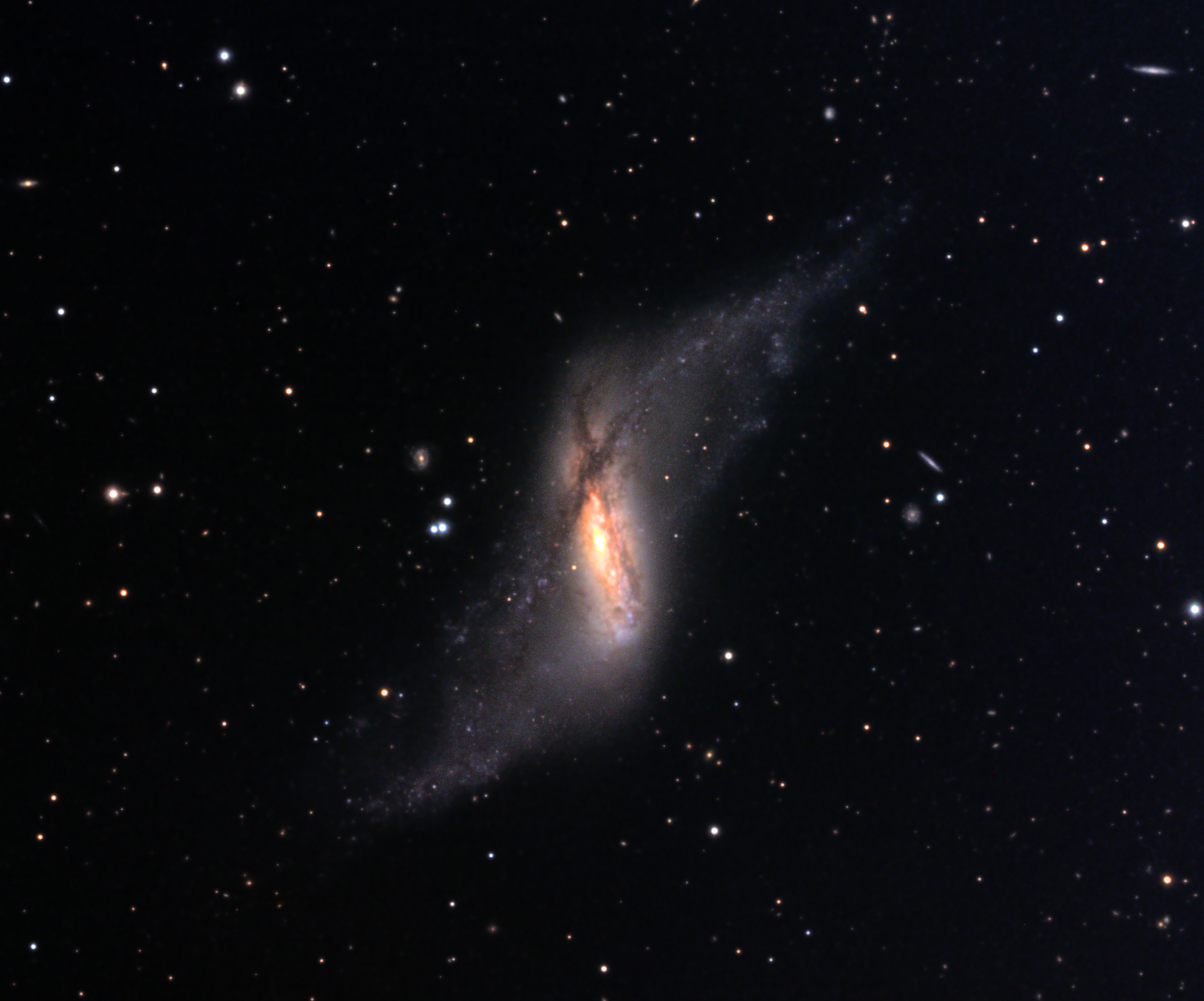
NGC 660 — галактика с полярным кольцом.

В галактиках с полярными кольцами структура кольцеобразной формы располагается под большим углом к плоскости диска, наиболее устойчивая конфигурация достигается, когда угол между диском и кольцом близок 90°. У многих галактик полярные кольца галактик также формируются в результате аккреции.

### Столкновительные кольца

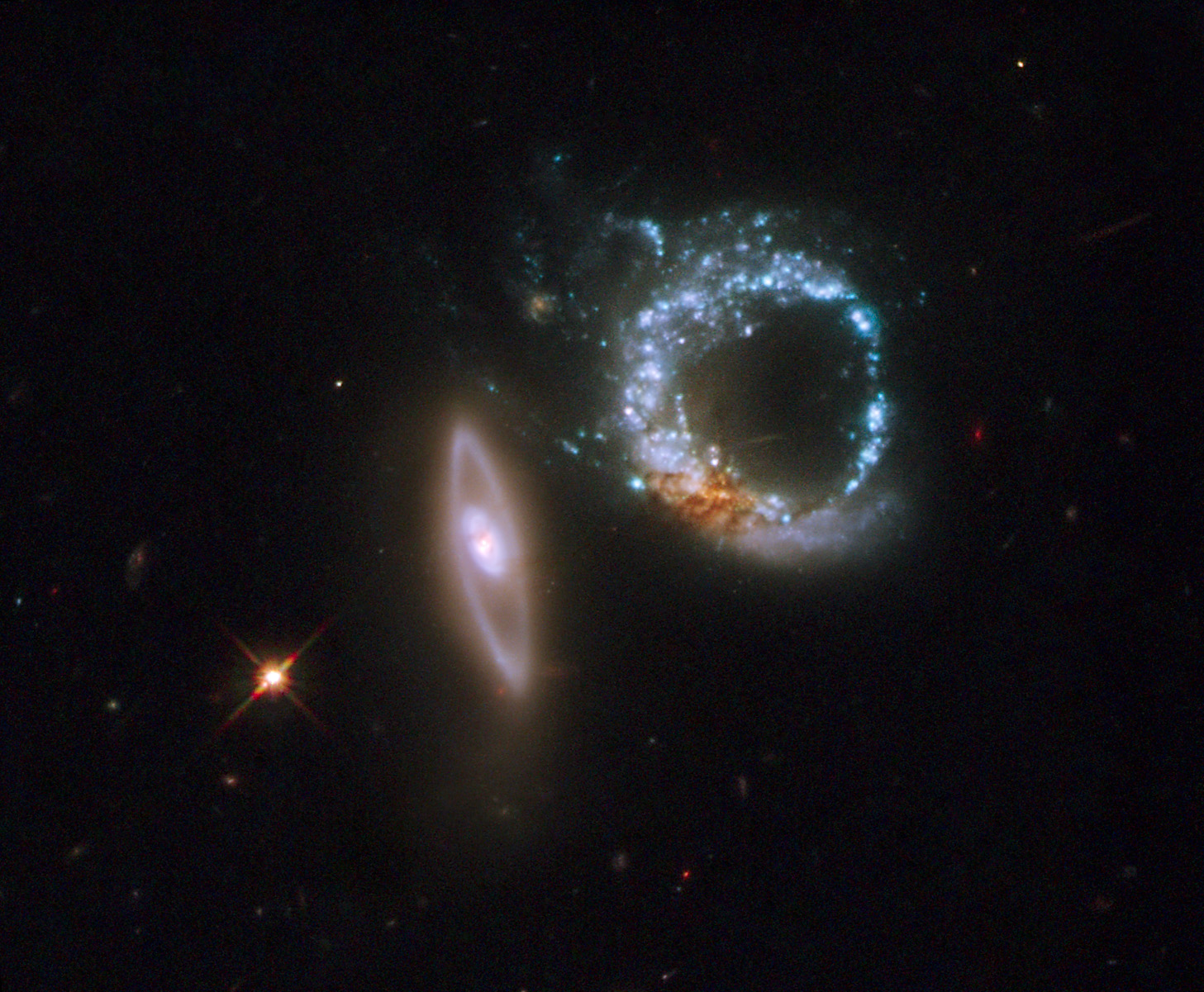
Arp 147 — галактика со столкновительным кольцом

Столкновительные кольца возникают в результате столкновений галактик, при которых небольшая галактика сталкивается с более крупной, двигаясь в направлении оси более крупной галактики. Такое столкновение вызывает волну плотности, которая расходится от центра и образует кольцо.